# María Santos Gorrostieta Salazar
María Santos Gorrostieta Salazar (ur. 1976, zm. 15 listopada 2012) – meksykańska burmistrz miasteczka Tiquicheo w stanie Michoacán. Zginęła w zamachu zorganizowanym przez kartel narkotykowy. 